# Glantengan
Glantengan is een bestuurslaag in het regentschap Kudus van de provincie Midden-Java, Indonesië. Glantengan telt 1749 inwoners (volkstelling 2010).